# Basarrate
Basarrate è una stazione della linee 1 e 2 della metropolitana di Bilbao.
Si trova lungo Laurencin Marques Kalea, nel quartiere di Santutxu.

## Storia
La stazione è stata inaugurata il 5 luglio 1997.